# Tito, Margot y yo
Tito, Margot y yo es un documental biográfico panameño-colombiano  de 2022 dirigido por Mercedes Arias y Delfina Vidal, quienes coescribieron con Joaneska Grössl.  La película investiga la vida amorosa entre Roberto 'Tito' Arias y Margot Fonteyn quienes vivieron su amor entre el entretenimiento internacional y las conspiraciones políticas. Fue seleccionada como la entrada panameña a la Mejor Película Internacional en la 96.ª edición de los Premios de la Academia . 

## Sinopsis
La mejor bailarina del mundo en el siglo XX, vivió un matrimonio muy cuestionado con un político panameño. Una sobrina de la pareja sigue la pista de los últimos y más cercanos testigos de aquella relación entre Roberto 'Tito' Arias y Margot Fonteyn, para descubrir un amor vivido ante el público como integrantes de la farándula internacional, un amor lleno de grises, conspiraciones, aceptación y tragedia. 

## Liberar
Tito, Margot & Me tuvo su estreno mundial el 4 de diciembre de 2022 en el Festival Internacional de Cine de Panamá,  y posteriormente se estrenó comercialmente el 19 de enero de 2023 en cines panameños. 